# Żukowo
Żukowo [pronunciación en polaco: /ʐuˈkɔvɔ/] (en alemán: Suckow an der Ihna) es un pueblo ubicado en el distrito administrativo de Gmina Suchań, dentro del Condado de Stargard, Voivodato de Pomerania Occidental, en el norte de Polonia occidental. Se encuentra aproximadamente a 9 kilómetros (6 mi) al oeste de Suchań, a 14 km (9 mi) al sureste de Stargard, y a 45 km (28 mi) al este de la capital regional Szczecin.
Antes de 1945, el área forma parte de los antiguos territorios orientales de Alemania. Para la historia de la región, vea Historia de Pomerania.
El pueblo tiene una población de 320 habitantes. En julio de 2013, la gmina Żukowo fue declarada como comuna bilingüe de casubio.